# Eriphia verrucosa
Eriphia verrucosa är en kräftdjursart som först beskrevs av Forskål 1775.  Eriphia verrucosa ingår i släktet Eriphia och familjen Menippidae. Inga underarter finns listade i Catalogue of Life.

## Bildgalleri

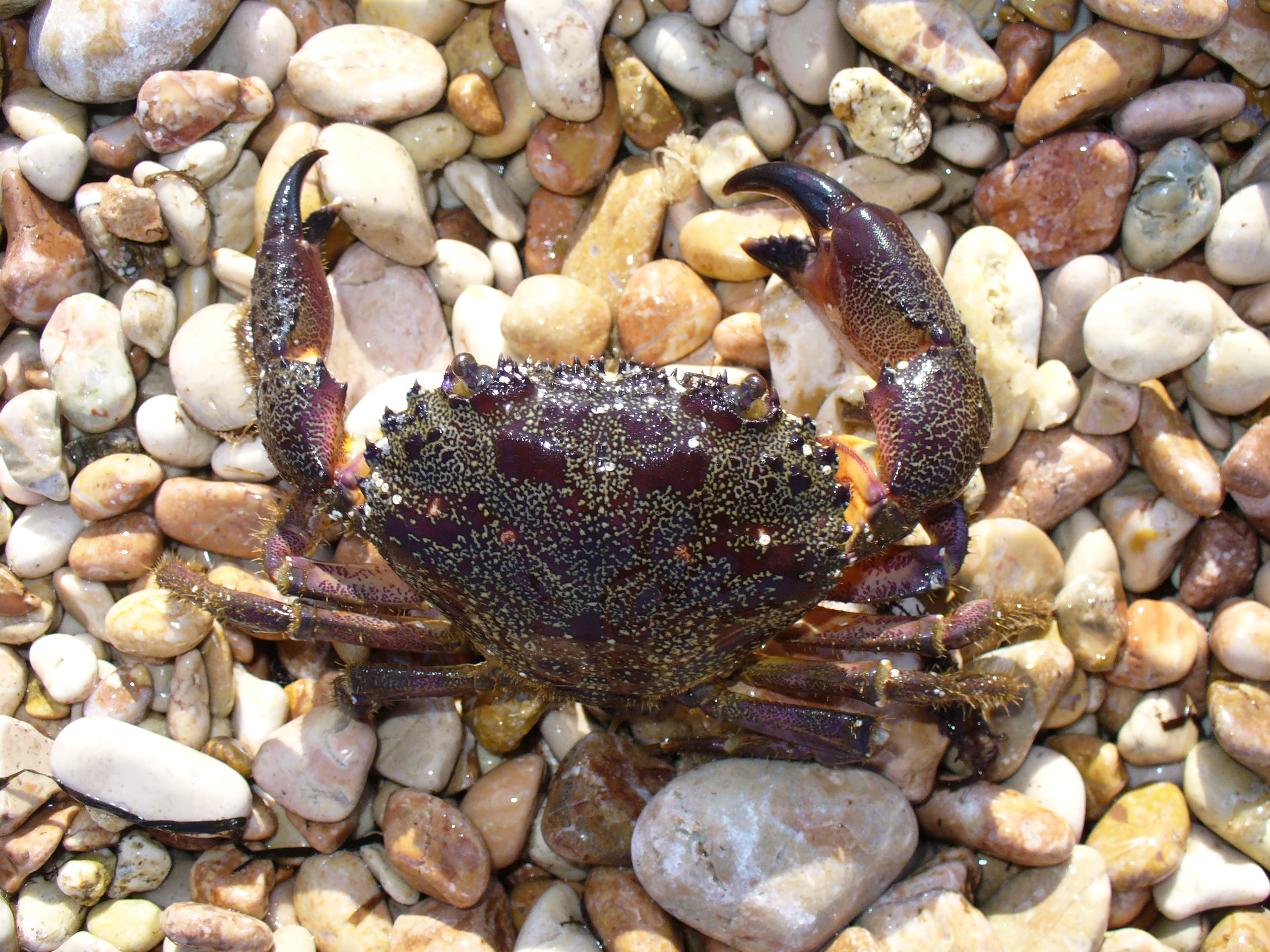